# Sinocentrismo
Sinocentrismo refere-se a uma visão de mundo centrada na China, na qual esta é considerada o centro cultural, político ou econômico do mundo . Essa perspectiva foi um conceito central em várias dinastias chinesas. Os chineses consideravam-se como "tudo sob o Céu", governados pelo imperador, conhecido como o "Filho do Céu". Aqueles que viviam fora da região de Huaxia eram vistos como "bárbaros". Além disso, estados fora da China, como Vietnã, Japão ou Coreia, eram considerados vassalos da China .

## Visão geral e contexto
Dependendo do contexto histórico, o sinocentrismo pode referir-se tanto ao etnocentrismo da sociedade e cultura Han quanto ao conceito moderno de zhonghua minzu, popular entre as elites coreanas até a queda final da dinastia Qing. O conceito entrou em declínio no século XIX e sofreu vários outros golpes no século XX, não sendo tão amplamente popular entre o povo chinês nos dias atuais. 
Em tempos pré-modernos, frequentemente assumia a forma de considerar a China como a civilização mais avançada do mundo, e grupos étnicos externos ou nações estrangeiras como sendo incivilizados em vários graus, uma distinção conhecida em chinês como a distinção Hua-Yi.  

## Sistema sinocêntrico
O sistema sinocêntrico era um sistema hierárquico de relações internacionais que prevaleceu no Leste Asiático antes da adoção do sistema de Vestfália nos tempos modernos. Estados vizinhos como o Japão (que cortou sua relação de vassalagem com a China durante o período Asuka, por se considerar uma cultura igual e individual), Coreia, o Reino Ryukyu e o Vietnã eram considerados vassalos da China. As relações entre o Império Chinês e esses povos eram interpretadas como relações tributárias, nas quais esses países ofereciam tributos ao Imperador da China . Áreas não sob influência sinocêntrica eram chamadas de Huawai zhi di (化外之地; "terras fora da civilização").
Sob esse esquema de relações internacionais, apenas a China podia usar o título de imperador, enquanto outros estados eram governados por reis . Os imperadores chineses eram considerados o Filho do Céu. O uso japonês do termo Tennō (天皇; "soberano celestial") para os governantes do Japão era uma subversão desse princípio. Ao longo da história, os coreanos às vezes se referiam a seus governantes como reis, conforme a crença tradicional coreana da Posteridade do Céu.
Fora desse círculo estavam os estados tributários que ofereciam tributos ao imperador chinês e sobre os quais a China exercia suserania. Sob a dinastia Ming, quando o sistema de tributos atingiu seu auge, esses estados foram classificados em vários grupos. Os bárbaros do sudeste (categoria um) incluíam alguns dos principais estados do Leste e Sudeste Asiático, como Coreia, Japão, o Reino Ryukyu, Vietnã, Tailândia, Champa e Java. Um segundo grupo de bárbaros do sudeste abrangia países como Sulu, Malaca e Sri Lanka . Muitos desses são estados independentes nos tempos modernos.
Além do círculo de estados tributários, havia países em relação comercial com a China. Os portugueses, por exemplo, foram autorizados a comercializar com a China a partir de território arrendado em Macau, mas não entraram oficialmente no sistema tributário. Durante o governo da dinastia Qing sobre Taiwan, alguns oficiais Qing usaram o termo Huawai zhi di para se referir a Taiwan (Formosa), especificamente às áreas em Taiwan que ainda não haviam sido totalmente cultivadas, desenvolvidas e sob controle do governo Qing.  
No final do século XIX, o sistema de estados tributários sinocêntrico no Leste Asiático foi substituído pelo sistema multilateral de Vestfália. 

## Respostas de outros países
Dentro da Ásia, a centralidade cultural e econômica da China era reconhecida, e a maioria dos países submetia-se ao modelo sinocêntrico, mesmo que apenas para desfrutar dos benefícios de uma relação comercial. No entanto, podem ser discernidas claras diferenças de nuance nas respostas de diferentes países.

### Coreia
A dinastia Joseon (1392–1910) incentivou o enraizamento dos ideais e doutrinas confucionistas coreanos na sociedade coreana e novamente entrou de boa vontade no sistema sinocêntrico. Após a dinastia Ming, que se considerava como huá (華), a civilização culta foi considerada como tendo colapsado sob a invasão dos Qing, em que os dominantes manchus eram considerados bárbaros (夷) pelos coreanos . A dinastia Ming era vista como a última verdadeira cultura sino (中華). 
O sinocentrismo enfraqueceu ainda mais depois que a Grã-Bretanha derrotou militarmente a China Qing na Segunda Guerra do Ópio, criando um influxo de cultura ocidental com o declínio da dinastia Qing. Alguns coreanos, especialmente aqueles que estudaram no exterior, viam uma necessidade de reformas e associavam a civilização ocidental à modernização. 

### Vietnã
Ao adotar os costumes chineses, a corte vietnamita também começou a adotar a visão de mundo sinocêntrica durante as dinastias posteriores Lê e Nguyễn em expansão. "Trung Quốc" 中國 foi usado como nome para o Vietnã pelo Imperador Gia Long em 1805. Foi dito "Hán di hữu hạn" 漢夷有限 ("os vietnamitas e os bárbaros devem ter fronteiras claras") pelo Imperador Gia Long (Nguyễn Phúc Ánh) ao diferenciar os khmeres dos vietnamitas.  Minh Mạng implementou uma política de integração de aculturação dirigida aos povos minoritários não vietnamitas . Thanh nhân 清人 foi usado para se referir aos chineses étnicos pelos vietnamitas, enquanto os vietnamitas se chamavam de Hán nhân 漢人 no Vietnã durante o século XIX sob o governo Nguyễn . O Camboja era regularmente chamado de Cao Man Quốc (高蠻國), o país dos "bárbaros superiores". Em 1815, Gia Long reivindicou 13 países como vassalos vietnamitas, incluindo Luang Prabang, Vientiane, Birmânia, Tran Ninh no leste do Laos e dois países chamados "Thủy Xá Quốc" e "Hỏa Xá Quốc", que na verdade eram tribos malayo-polinésias Jarai vivendo entre o Vietnã e o Camboja. Espelhando o modelo chinês, a corte vietnamita tentou regular a apresentação do tributo à corte vietnamita, a participação nas cerimônias de Ano Novo e no aniversário do imperador, assim como as rotas de viagem e o tamanho das missões tributárias. 
O Imperador vietnamita Nguyễn Minh Mạng sinicizou minorias étnicas como os khmeres e os chams, reivindicou o legado do confucionismo e da dinastia Han da China para o Vietnã, e usou o termo "povo Han" 漢人 (Hán nhân) para se referir aos vietnamitas.  Minh Mang declared that "We must hope that their barbarian habits will be subconsciously dissipated, and that they will daily become more infected by Han [Sino-Vietnamese] customs.  Essas políticas eram direcionadas aos khmeres e às tribos montanhesas.  O senhor Nguyen Nguyễn Phúc Chu se referiu aos vietnamitas como "povo Han" em 1712 ao diferenciar os vietnamitas dos chams.  Os Senhores Nguyễn estabeleceram os đồn điền após 1790. Foi dito "Hán di hữu hạn" 漢夷有限 ("os vietnamitas e os bárbaros devem ter fronteiras claras") pelo Imperador Gia Long (Nguyễn Phúc Ánh) ao diferenciar os khmeres dos vietnamitas.   Minh Mạng implementou uma política de integração de aculturação dirigida aos povos minoritários não vietnamitas. hanh nhân 清人 ou Đường nhân 唐人 eram usados para se referir aos chineses étnicos pelos vietnamitas, enquanto os vietnamitas se chamavam de Hán dân 漢民 e Hán nhân 漢人 no Vietnã durante o século XIX sob o governo Nguyễn. 
A roupa no estilo chinês foi imposta ao povo vietnamita pelos Nguyễn.       Calças foram adotadas pelos H'mong brancos. As calças substituíram as saias tradicionais das mulheres dos H'mong brancos.  As túnicas e roupas de calças no estilo chinês Han da tradição Ming foram usadas pelos vietnamitas. O Áo dài foi criado quando pregas, que eram ajustadas e compactas, foram adicionadas na década de 1920 a esse estilo chinês.  Calças e túnicas no padrão chinês em 1774 foram ordenadas por Nguyễn Phúc Khoát para substituir as roupas vietnamitas tipo sarong.  As roupas chinesas na forma de calças e túnica foram ordenadas pelo governo vietnamita Nguyễn. Foi até a década de 1920, nas áreas do norte do Vietnã, que em vilarejos isolados as saias ainda eram usadas. As roupas do estado das dinastias Qin e Han da China foram ordenadas a ser adotadas pelos militares e burocratas vietnamitas desde o Vietnã sob o governo de Triệu Đà (179 a.C.).

### Tailândia
A Tailândia foi subordinada à China como um estado tributário desde a dinastia Sui até a Rebelião Taiping no final da dinastia Qing, em meados do século XIX.  O Reino de Sukhothai estabeleceu relações oficiais com a dinastia Yuan durante o reinado do Rei Ram Khamhaeng. Wei Yuan, o estudioso chinês do século XIX, considerava a Tailândia como o mais forte e leal dos tributários do Sudeste Asiático da China, citando a ocasião em que a Tailândia se ofereceu para atacar diretamente o Japão a fim de desviar os japoneses em suas planejadas invasões da Coreia e do continente asiático, assim como outros atos de lealdade à dinastia Ming. A Tailândia era receptiva e aberta aos imigrantes chineses, que dominavam o comércio e alcançavam altos cargos no governo.

### Europa
Um dos encontros oficiais mais historicamente conhecidos entre atitudes sinocêntricas e europeus foi a Embaixada Macartney de 1792–93, que buscava estabelecer uma presença britânica permanente em Pequim e estabelecer relações comerciais oficiais. A rejeição do imperador chinês às propostas britânicas e a recusa britânica em fazer a reverência (kowtow) ao imperador passaram à condição de lenda no folclore britânico e chinês. Em resposta ao pedido britânico de reconhecer Macartney como embaixador oficial, o imperador escreveu: 
O Império Celestial, que governa tudo dentro dos quatro mares, simplesmente se concentra em conduzir adequadamente os assuntos do governo... Nunca valorizamos artigos engenhosos, nem temos a menor necessidade das manufaturas do seu país, portanto, ó Rei, no que diz respeito ao seu pedido de enviar alguém para permanecer na capital — o que não está em harmonia com os regulamentos do Império Celestial — também sentimos fortemente que isso não traz qualquer vantagem ao seu país.

## Sinocentrismo Cultural
No final das dinastias Ming e Qing, havia uma crença nos círculos culturais chineses de que o conhecimento vindo do Ocidente já existira na China no passado. Essa corrente de pensamento era conhecida em chinês como xi xue zhong yuan (chinês: 西學中源; pinyin: Xīxué Zhōng yuán; lit. "O conhecimento ocidental tem origem chinesa"). Xi xue zhong yuan era uma forma não apenas de elevar o prestígio do saber antigo chinês, mas também de valorizar o conhecimento ocidental e torná-lo mais aceitável para os chineses daquela época.
Um exemplo notável foi Chouren Zhuan (chinês: 疇人傳; pinyin: Chóurén zhuàn; lit. "Biografias de Astrônomos e Matemáticos"), um livro do estudioso da dinastia Qing Ruan Yuan, que adotava o ponto de vista de que algumas ciências ocidentais tinham uma origem chinesa antiga. Estudiosos como Ruan viam a astronomia e a matemática como chaves para decifrar os clássicos antigos. Até a Guerra Sino-Japonesa, alguns intelectuais acreditavam que algumas das ciências e tecnologias vindas da Europa eram, na verdade, conhecimentos antigos chineses perdidos. Os chineses abandonaram a ideia de xi xue zhong yuan desde o início do século XX. 
O sinocentrismo cultural era o núcleo político e cultural da região: a língua chinesa tradicional e o sistema de escrita, os quadros ideológicos da ordem social e familiar confucionista, os sistemas jurídicos e administrativos, o budismo e a arte da historiografia eram utilizados na China, na península coreana (confucionismo coreano) e também no Vietnã.

## Crítica Indígena
Seguidores do budismo chinês estavam entre os críticos mais ferozes do sinocentrismo, já que seguiam uma religião que se originou na Índia, e não na China. O monge Zhiyi (538–597 d.C.) referia-se à China como "Zhendan" (震旦; Zhèndàn), em vez de usar qualquer epíteto para a China que enfatizasse sua centralidade, como Zhōngguó (o nome moderno da China, 中國; 中国; Zhōngguó) ou Zhonghua (中華; 中华; Zhōnghuá). "Zhendan" originou-se de uma transcrição da palavra sânscrita para China, चीनस्थान (cīnasthāna). Outro nome anti-sinocêntrico para a China usado por budistas era "país dos Han" (漢國; 汉国; Hàn-guó) ou "região dos Han". Reagindo a uma insegurança em relação às religiões indígenas da China, o confucionismo e o taoismo, os budistas na China afirmaram [sem data específica] que Confúcio e Yan Hui eram avatares do Buda, e que o confucionismo era meramente um ramo do budismo. Quando os budistas tinham influência na corte, como durante a dinastia Yuan, liderada por uma minoria, conseguiram persuadir os governos imperiais a censurar e destruir textos taoistas. Eles especialmente odiavam o Huahujing, que fazia a afirmação oposta à dos budistas: de que o budismo era um ramo do taoismo. 
Liu Ji, um dos principais conselheiros do fundador da dinastia Ming, Zhu Yuanzhang, geralmente apoiava a ideia de que, embora os chineses e os não chineses sejam diferentes, na verdade eles são iguais. Liu, portanto, argumentava contra a ideia de que os chineses eram e são superiores a outros povos. 
Culturalmente, um dos mais famosos ataques ao Sinocentrismo e suas crenças associadas foi feito pelo autor Lu Xun em A Verdadeira História de Ah Q, no qual o protagonista é humilhado e derrotado; satirizando a ridícula maneira na qual ele alegava 'vitórias espirituais' apesar disto. 

## Hoje
A influência do modelo Sinocêntrico de relações políticas e da crença Sinocêntrica na superioridade cultural (especialmente contra o Ocidente) declinou no século XIX. A ideologia Sinocêntrica sofreu um golpe adicional quando o Japão Imperial, tendo passado pela Restauração Meiji, derrotou a China na Primeira Guerra Sino-Japonesa. Como resultado, a China adotou o sistema Vestfaliano de estados independentes iguais.
Na política externa chinesa moderna, a República Popular da China tem repetidamente declarado que ela nunca buscará estabelecer hegemonia além de suas fronteiras (Chinês: 永不称霸). No entanto, alguns historiadores, como John Friend e Bradley Thayer acreditam que existem indivíduos no governo chinês que tenazmente se apegam a crenças Sinocêntricas. O secretário-geral do Partido Comunista Chinês (PCC), Xi Jinping, defendeu um 'conceito de segurança pan-asiático', que foi comparado ao Japão Imperial por comentaristas.  

## Conceitos relacionados
Povos sucessivos do norte, como os Xianbei, Jurchens, Mongóis, ou Manchus, estavam bastante dispostos a se colocar no centro do modelo, embora nem sempre fossem bem-sucedidos. Os impérios Xianbei durante as dinastias do Norte e do Sul, por exemplo, consideravam os regimes Han do sul da China como 'bárbaros' porque se recusavam a se submeter ao domínio Xianbei. Similarmente, a dinastia Qing liderada pelos Manchus considerava os ocidentais que encontravam em meados do século XIX como 'bárbaros' devido às suas 'maneiras grosseiras'. 